# Трнавський університет
Трнавський університет у Трнаві (словац. Trnavská univerzita v Trnave) — вищий навчальний заклад університетського типу.
Створений на підставі Закону № 191/1992 Зводу законів від 25 березня 1992 р. як однойменний з історичним Трнавським університетом, проте не є його правонаступником.
Ректор університету — доц. інж. Мартін Мішут, канд. наук.

## Історія
Трнавський університет — університет у місті Трнава, один із перших на території Словаччини, існував у 1635—1777 роках.
Університет (перший в Угорщині[джерело?]) заснував кардинал Петер Пазмань (Peter Pázmány) 1635 року з двома факультетами — філософським (гуманітарним) та богословським. 1665 року було відкрито юридичний, а в 1770 р. — і медичний факультети. Університет набув відомості завдяки обсерваторії, заснованій Максиміліаном Геллом, університетській бібліотеці, садам та театру.
Університет проіснував до 1777 р, коли його було переміщено до Буди (Будапешту). Його правонаступником є будапештський Університет Лоранда Етвеша (Eötvös Loránd Tudományegyetem). Сучасний Трнавський університет намагається продовжувати старі традиції.

## Факультети
Розташовані у Трнаві:
- Філософський факультет
- Юридичний факультет
- Педагогічний факультет
- Факультет охорони здоров'я та соціальної роботи

Розташований в Братиславі:
- Богословський факультет (входить в Асоціацію єзуїтських університетів)

## Ректори
- проф. д-р природн. наук Антон Гайдук, д-р наук. (15 травня 1992 - 21 жовтня 1996)
- проф. д-р мед. наук Ладіслав Шолтес, д-р наук (31 січня 1997 - 31 січня 2000)
- проф. д-р юридичн. наук Петер Благо, канд. наук (1 лютого 2000 - 31 січня 2007)
- доц. інж. Мартін Мішут, канд. наук (з 1 лютого 2007)